# Przenośna konsola gier wideo

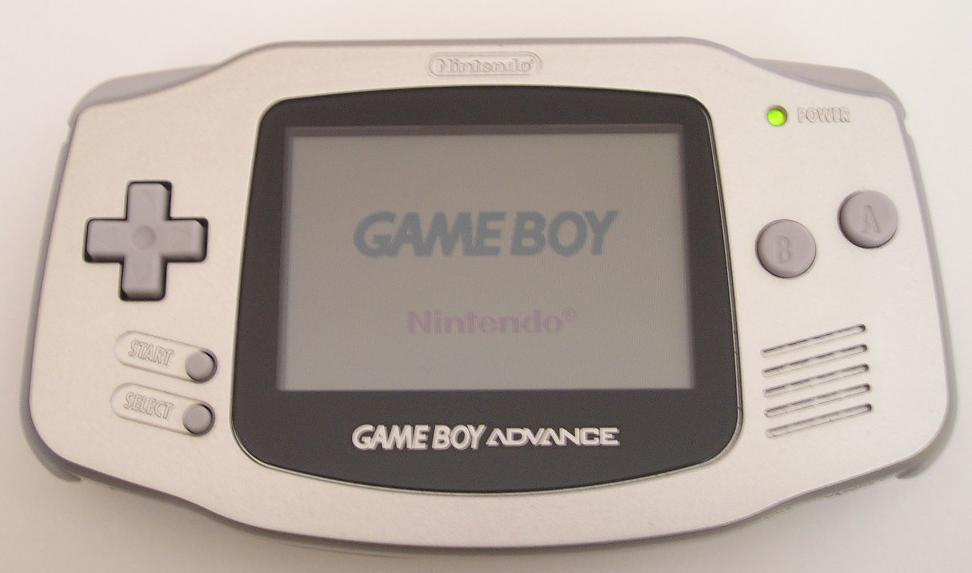
GameBoy Advance z grą

Przenośna konsola gier wideo – lekkie, niewielkich rozmiarów urządzenie elektroniczne posiadające wbudowany ekran, klawisze sterowania i głośniki. Ich niewielkie rozmiary i waga umożliwia noszenie ich przy sobie i granie w dowolnym miejscu i czasie. W przeciwieństwie do konsoli zasilana jest prądem stałym, a ekran, głośniki i kontroler stanowią integralną część urządzenia.
W 1977 roku przedsiębiorstwo Mattel zaprezentowało pierwszą przenośną grę elektroniczną – Auto Race.
Później również inne przedsiębiorstwa, m.in. Coleco i Milton Bradley wyprodukowały własne urządzenia z wbudowaną w nie pojedynczą grą.
Najstarszą „prawdziwą” przenośną konsolą gier wideo, z wymiennymi kardridżami jest Microvision przedsiębiorstwa Milton Bradley wyprodukowana w 1979 roku.
Za największego popularyzatora przenośnych konsoli do gier uważa się przedsiębiorstwo Nintendo, które w 1989 roku wyprodukowało Game Boya i do dzisiaj jest dominującym graczem w tym segmencie rynku.

## Historia

### Początki

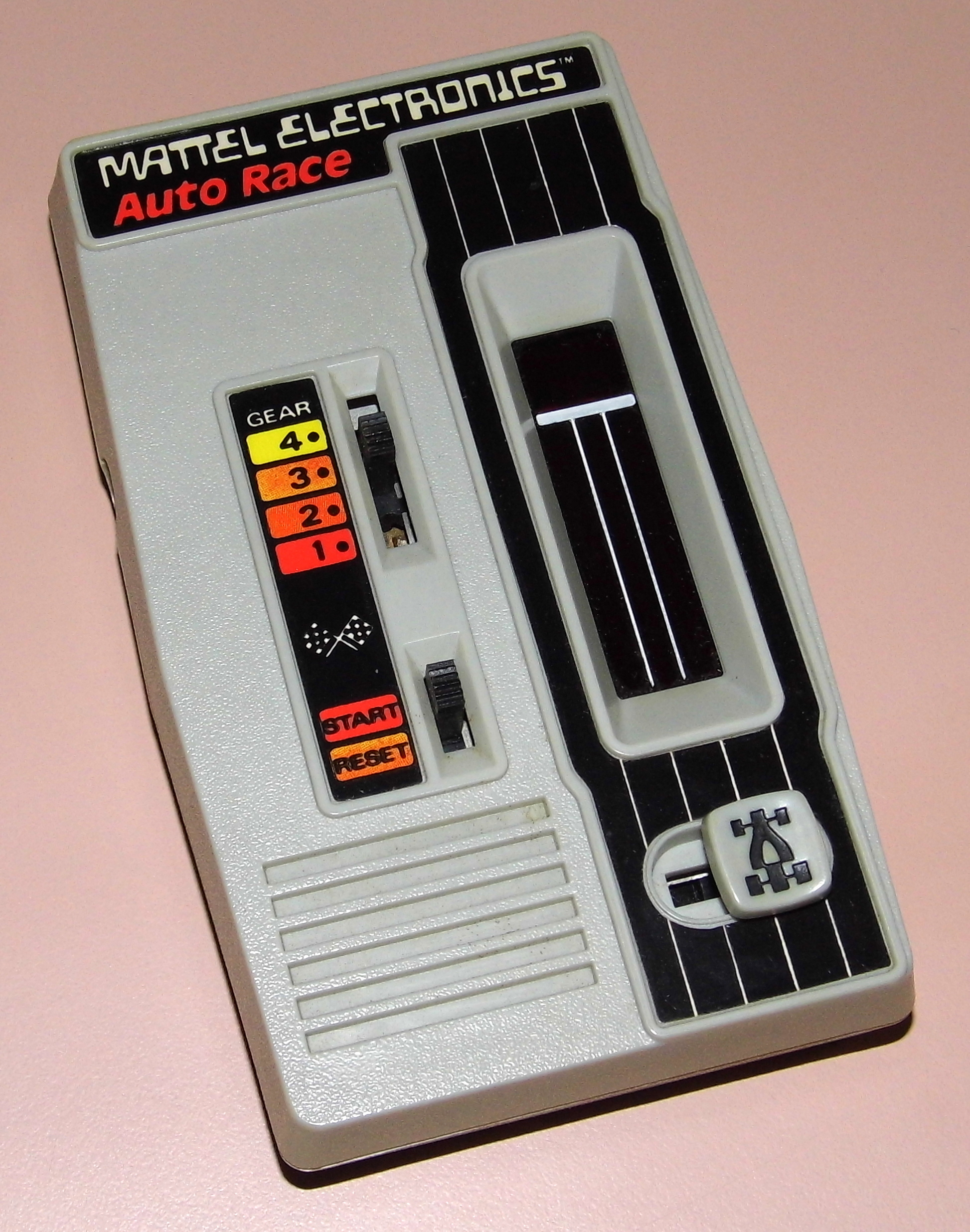
Auto Race z 1976 roku

Przenośne konsole do gier mają swe korzenie w prostych, przenośnych grach elektronicznych z lat 70. i 80. XX wieku. Na urządzeniach tych można było grać tylko w jedną grę, mieściły się w dłoni i korzystały z różnych technologii wyświetlaczy, takich jak LED, LCD czy VFD.
W 1978 roku przenośne gry elektroniczne były opisywane przez czasopismo Popular Electronics jako „gry nie-wideo” lub „gry nie-telewizyjne”, w celu odróżnienia od urządzeń wymagających podłączenia do telewizora.
W 1976 roku Mattel rozpoczął prace nad linią elektronicznych gier sportowych mających rozmiary kalkulatorów, które stały się pierwszymi przenośnymi grami elektronicznymi. Projekt rozpoczął się, gdy Michael Katz, dyrektor działu nowych produktów w przedsiębiorstwie Mattel, nakazał inżynierom zaprojektowanie gry o rozmiarach kalkulatora korzystającej z diod LED.

Naszym ogromnym sukcesem był sam mój pomysł – pierwsza przenośna gra. Spytałem projektantów czy potrafiliby stworzyć grę elektroniczną o rozmiarach kalkulatora.
—Michael Katz, były dyrektor działu marketingu Mattel Toys.

Efektem tych prac były wypuszczone w 1976 roku AutoRace
i Football, gry, które okazały się takim sukcesem, że jak stwierdził sam Katz, „proste urządzenia elektroniczne zmieniły się w 400 milionów dolarów”. Przedsiębiorstwo Mattel było później nagradzane na wystawach gier przenośnych. Niedługo później inne przedsiębiorstwa, m.in. Coleco, Parker Brothers, Milton-Bradley, Entex i Bandai, rozpoczęły produkcje własnych gier elektronicznych.
W roku 1979 przedsiębiorstwa Milton-Bradley wyprodukowała pierwszą przenośną konsolę z wyświetlaczem LCD i wymiennymi kardridżami – Microvision. Cosmic Hunter (opublikowana w 1981 roku) była również pierwszą grą, w której postać sterowana była czterokierunkowym przyciskiem.
W 1980 roku pojawiła się seria gier Game & Watch, zaprojektowana przez Gunpei Yokoi a produkowana przez Nintendo. W urządzeniach tych w rogu ekranu wyświetlany był zegar.

### Przełom lat 80. i 90. XX wieku

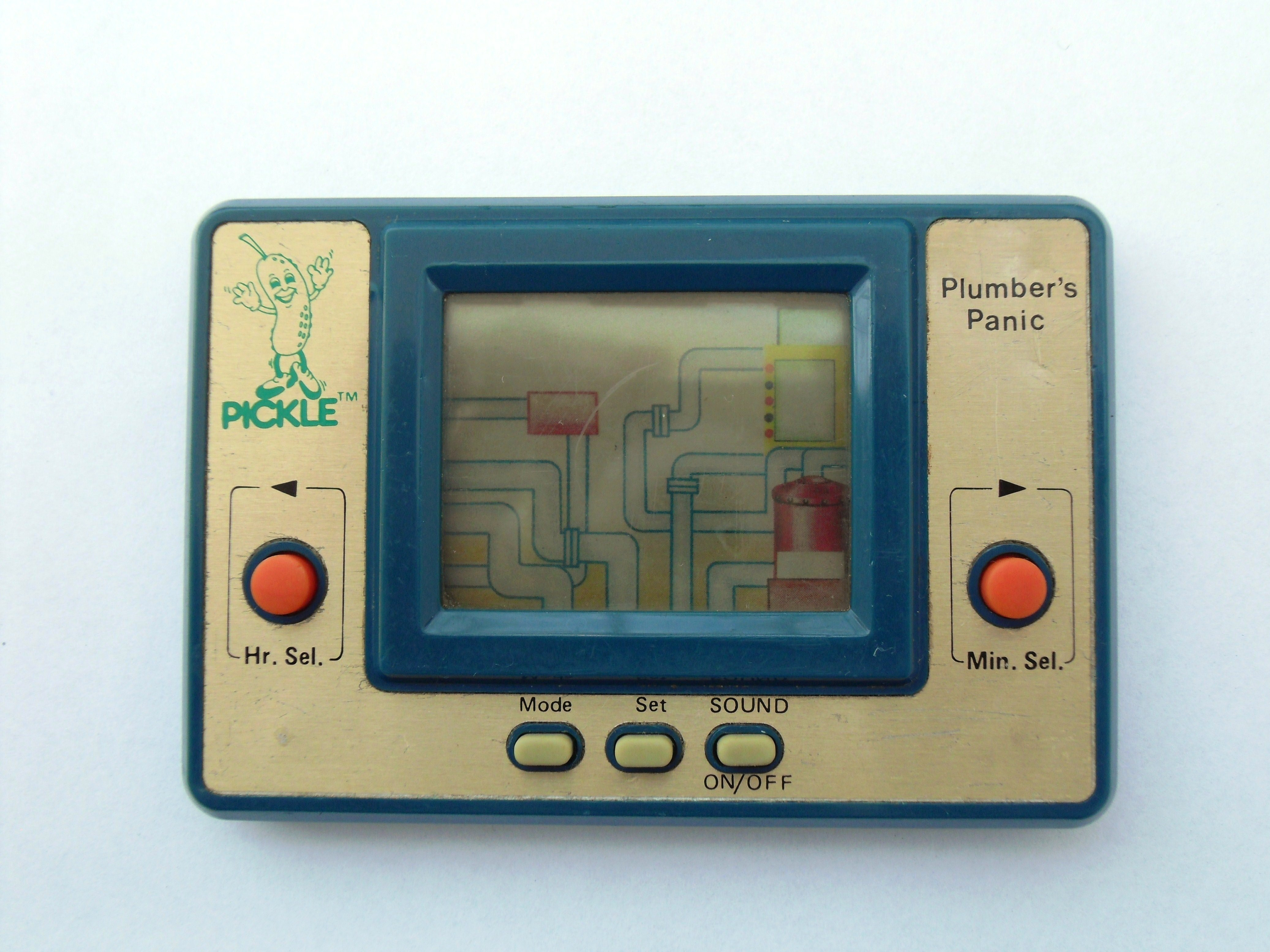
Gra z początku lat 80.

Pod koniec lat 80. i na początku lat 90. nastąpił ponowny rozkwit rynku przenośnych konsoli do gier. Nie nadszedł jeszcze czas na kolorowe i podświetlane wyświetlacze, ze względu na wysokie zużycie energii, a małe akumulatory miały zbyt wiele ograniczeń, żeby weszły do masowego użycia. Dlatego też mimo znacznie lepszych parametrów technicznych, konsole takie jak Atari Lynx czy Sega Game Gear przegrały w konkurencji z Game Boyem Nintendo.
Mimo że w sprzedaży były akumulatory niezależnych producentów (NiCd), wymagały one całkowitego rozładowania aby zapewnić ich jak największą wydajność. Można też było użyć akumulatorów kwasowo-ołowiowych, ale trudno uznać je za urządzenia przenośne. Dopiero akumulatory NiMH) rozwiązały problem wydajności i przenośności, ale pojawiły się na kilka lat po zakończeniu produkcji Atari Lynx, GameGear i pierwszego modelu Gameboya.

#### Game Boy

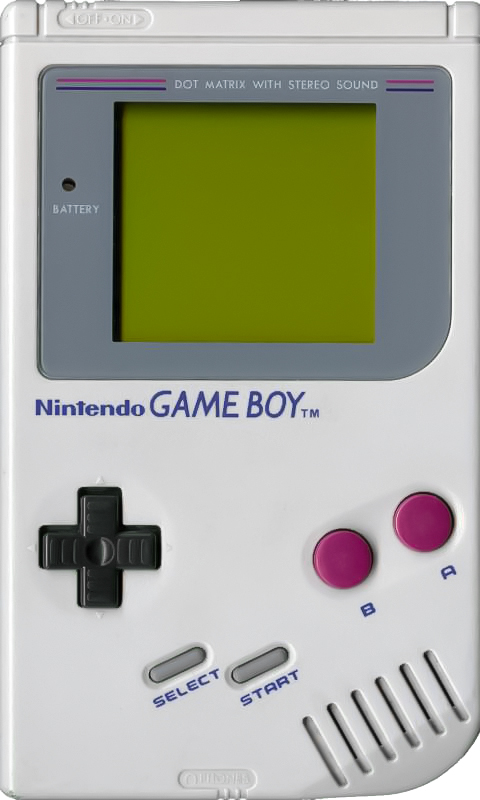
Game Boy

Pięć lat po porażce systemu Home-Computer Super Micro Cardridge przedsiębiorstwa Palmtex, Nintendo wypuściło Gameboya. Grupa inżynierów pod przewodnictwem Gunpei Yokoi stworzyła również system Game & Watch, a także gry na konsolę Nintendo Entertainment System – Metroid i Kid Icarus. Kilku krytyków dokładnie przyjrzało się konstrukcji urządzenia, wytykając mu niewielki, czarno-biały ekran i niewielką moc obliczeniową. Jednak inżynierowie stwierdzili, że najważniejszą cechą jest niewielki koszt produkcji i ekonomiczne wykorzystanie baterii, a porównując Game Boya z wcześniejszym Microvision, Game Boy był pod tym względem olbrzymim krokiem naprzód.
Yokoi zrozumiał, że sukces Game Boya wymaga mega-hitu – przynajmniej jednej gry, która zdefiniowałaby konsolę i przekonała klientów do jej kupna. W czerwcu 1988 ówczesny CEO amerykańskiej sekcji Nintendo – Minoru Arakawa – dostrzegł na targach grę Tetris. Nintendo wykupiło prawa do gry i sprzedawało ją w pudełku wraz z Game Boyem. Był to strzał w dziesiątkę. Pod koniec roku sprzedano ponad milion urządzeń, a w 1992 roku sprzedano już 25 milionów sztuk. Do 31 marca 2005 roku sprzedano 118,69 miliona sztuk Game Boya i Game Boya Color na całym świecie.

#### Atari Lynx

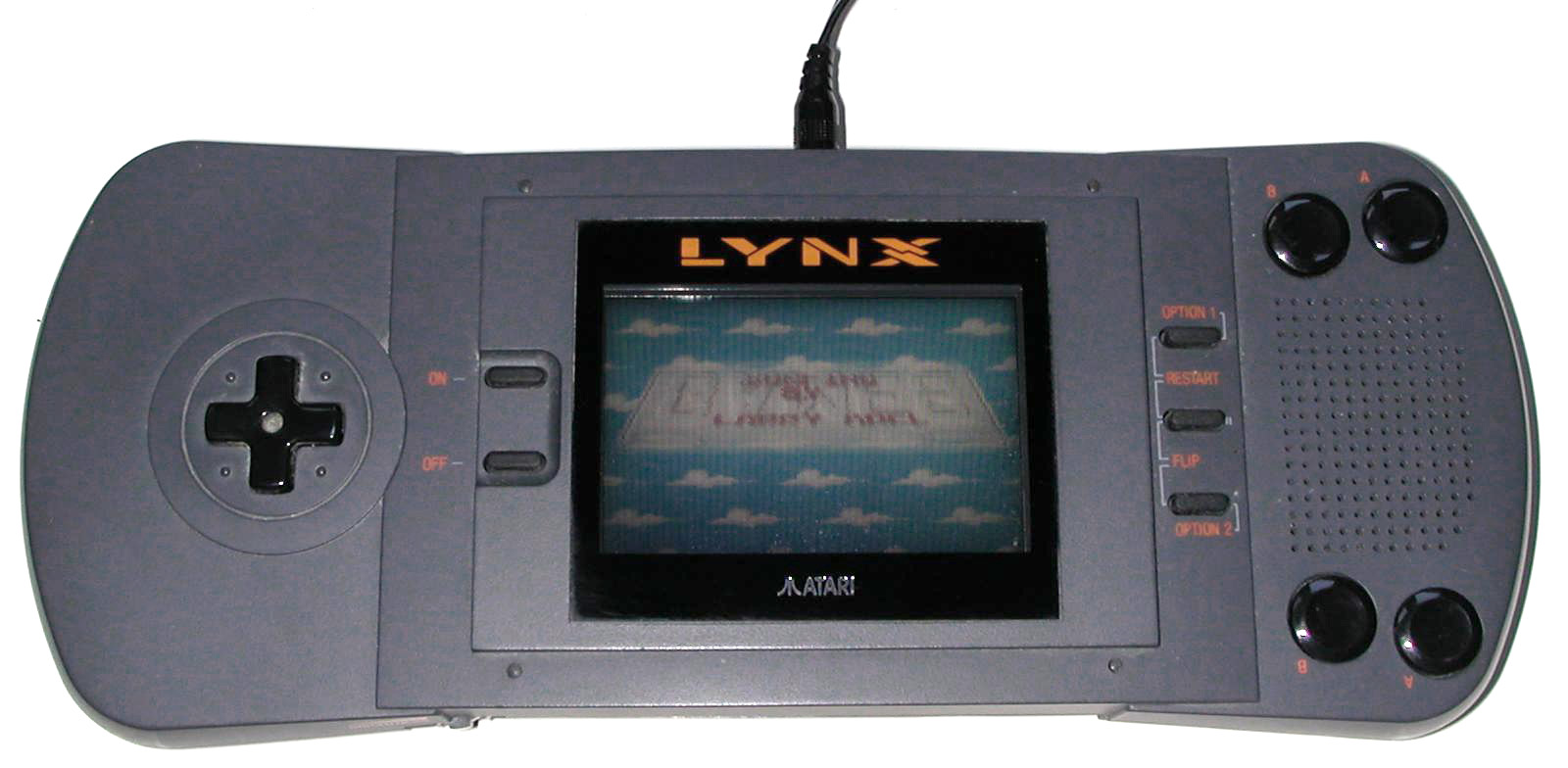
Atari Lynx

W 1987 roku przedsiębiorstwo Epyx stworzyło Handy Game, urządzenie, które w roku 1989 zmieniło się w Atari Lynx. Była to pierwsza przenośna konsola z kolorowym wyświetlaczem na świecie. Również podświetlenie ekranu pojawiło się w Atari Lynx jako pierwsze. Konsola wspierała także rozgrywki sieciowe z maksymalnie 17 graczami. Urządzenie posiadało również zaawansowany procesor umożliwiający sprzętowe skalowanie sprite'ów. Lynx mogła być obrócona do góry nogami, dzięki czemu była wygodna również dla leworęcznych graczy.
Wszystkie te cechy były niestety okupione wysoką ceną konsoli, co skłaniało graczy do poszukiwania tańszych rozwiązań. Narzekano również na nieporęczność urządzenie, krótki czas działania na bateriach i brak wsparcia ze strony producentów gier.
Wysoka cena, energochłonność, braki towaru, niewielka liczba przebojowych gier i agresywna kampania reklamowa ze strony przedsiębiorstwa Nintendo zdecydowały o porażce rynkowej urządzenia, pomimo wyprodukowania poprawionej wersji – Lynx II. Pomimo tego przedsiębiorstwa takie jak Telegames wciąż wspierały urządzenie, długo po tym jak straciło jakiekolwiek znaczenie na rynku. Nowe gry pojawiały się aż do 2004 roku.

#### TurboExpress

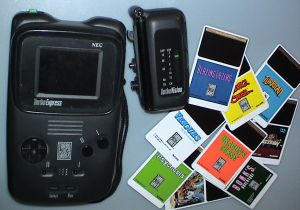
konsola TurboExpress, tuner TV TurboVision i gry

TurboExpress było przenośną wersją konsoli TurboGrafx-16. Na rynku pojawiła się po raz pierwszy w 1990 roku w cenie 249.99$ (cenę na krótko podniesiono do 299.99$, niedługo później wróciła do 249.99$ a od 1992 roku sprzedawano ją po 149.99$). W Japonii znana była pod nazwą PC Engine GT.
W swoim czasie była to najbardziej zaawansowana konsola i można było na niej uruchomić wszystkie gry z TurboGrafx-16. Posiadała ekran o przekątnej 2.6", takiej samej, jak pierwszy Game Boy, mogła wyświetlać jednocześnie 64 sprite'y w 512 kolorach. Posiadała 64 kB pamięci RAM i dwa procesory 6820 pracujących w częstotliwości 3,58 Mhz.
Do konsoli oferowano interesujące akcesoria. Jednym z nich był tuner TV TurboVision umożliwiający korzystanie z konsoli jako monitora. Innym dodatkiem był TurboLink, pozwalający na grę dwuosobową. Jednak tylko nieliczne gry umożliwiały grę z wykorzystaniem tego akcesorium.

#### Sega Game Gear

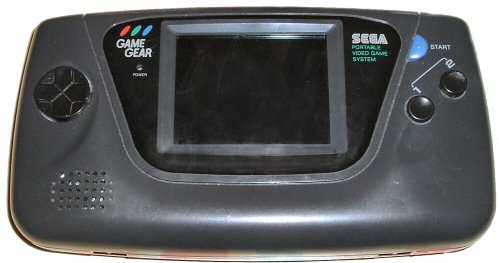
Sega Game Gear

Sega Game Gear była trzecią konsolą, po Lynx i TurboExpress, z kolorowym wyświetlaczem. Została wypuszczona na rynek japoński w roku 1990, a rok później w Ameryce Północnej i Europie. Konsolę oparto na Sega Master System, co pozwoliło producentowi na szybkie przenoszenie gier z bogatej biblioteki gier na Master System.

#### Bitcorp Gamate

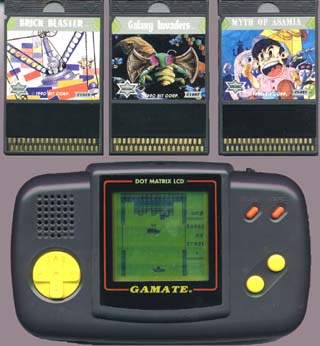
Gamate z kardridżami

Gamate przedsiębiorstwa Bitcorp było pierwszym zaprojektowanym od podstaw urządzeniem stworzonym w odpowiedzi na Gameboya Nintendo. Premierę miał w Azji w roku 1990 a na rynki światowe został wypuszczony w 1991 roku.
Podobnie jak Sega Game Gear urządzenie należało trzymać poziomo i wymagało 4 baterii AA. Jednak w przeciwieństwie do wielu późniejszych klonów Gameboya, jego wewnętrzne podzespoły były profesjonalnie montowane. Niestety, najsłabszą stroną konsoli był jej ekran. Nawet w porównaniu do ówczesnych standardów ekran był nieczytelny, a animacje rozmyte. Było to najprawdopodobniej główną przyczyną niewielkiej sprzedaży urządzenia i upadku przedsiębiorstwa Bitcorp. Mimo to, aż do 1994 roku na rynku azjatyckim publikowano gry na tę konsolę. Jednak dokładna liczba gier na tę konsolę nie jest znana.
Pomimo zamontowania jedynie pojedynczego głośnika, gry projektowane były w dźwięku stereo. Aby usłyszeć oba kanały, użytkownik musiał podłączyć słuchawki.

### Lata 90. XX wieku
Dopiero po dziewięciu latach od premiery Game Boy doczekał się następcy – Game Boy Color miał swoją premierę w 1998 roku. Posiadał wymiary podobne do Game Boy Pocket (odświeżonej wersji oryginalnego Game Boya) i kolorowy ekran. Można było na nim uruchamiać gry z wcześniejszych wersji, moc obliczeniowa jednak nie została znacząco zwiększona.
Niewielki rozwój platformy Nintendo pozwolił osiągnąć umiarkowany sukces innym urządzeniom, takim jak Neo Geo Pocket Color czy WonderSwan Color.

#### Game.com

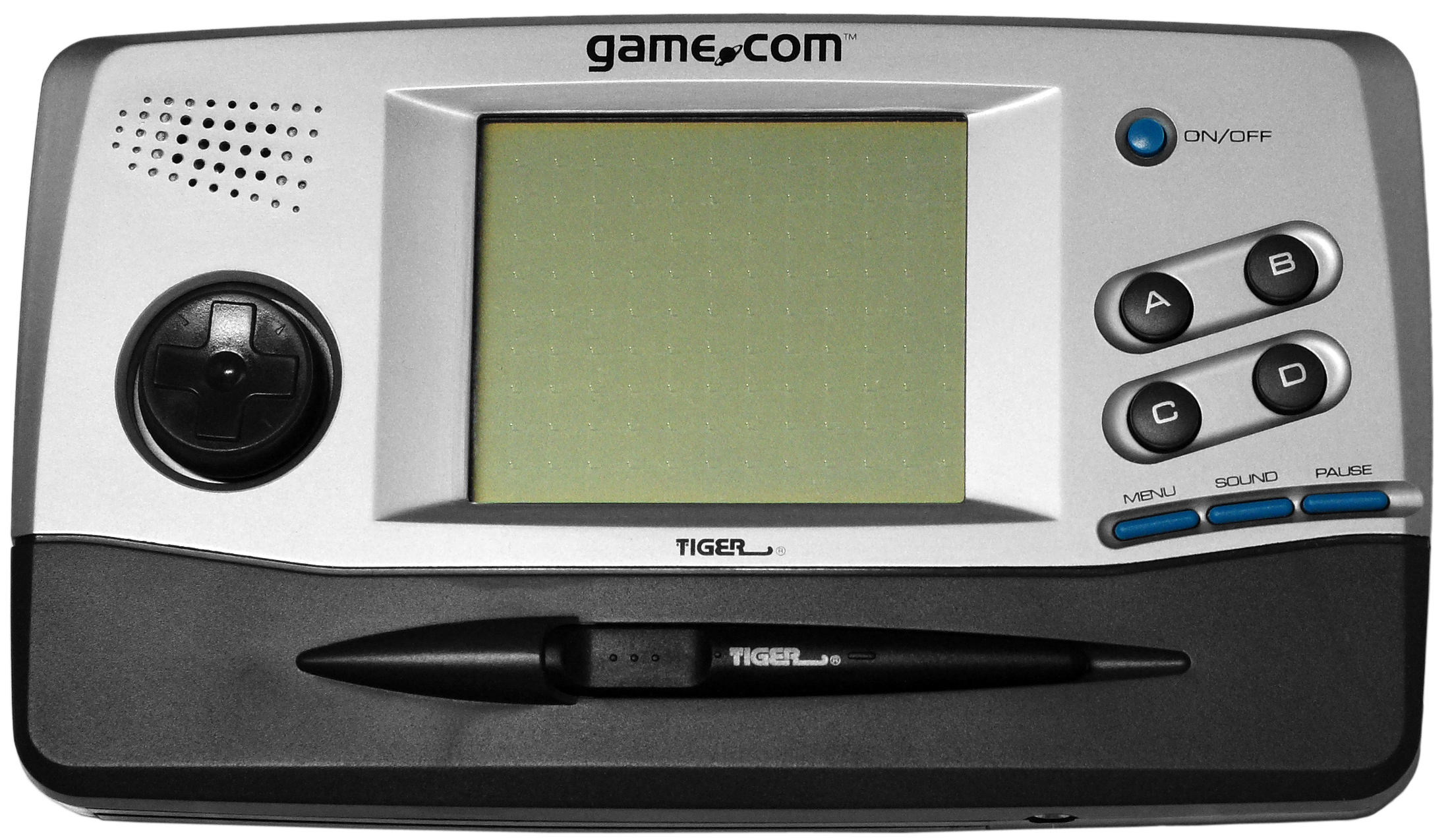
Game.com

Game.com było przenośną konsolą produkowaną przez przedsiębiorstwo Tiger Electronics od września 1997 roku. Urządzenie przeznaczone dla trochę starszych graczy, co przełożyło się na zastosowanie rozwiązań nie spotykanych wcześniej w konsolach – funkcjonalności PDA i dotykowego ekranu. Tym niemniej producent chciał również rzucić wyzwanie Nintendo i jego Game Boyowi i trafić w gusta także młodszych graczy. W przeciwieństwie do innych tego typu konsoli, Game.com miało dwa sloty na kartridże do gier i mogło być podłączone do modemu o przepustowości 14,4 kb/s. Późniejsze edycje urządzenia posiadały tylko jeden slot na gry.

#### Game Boy Color

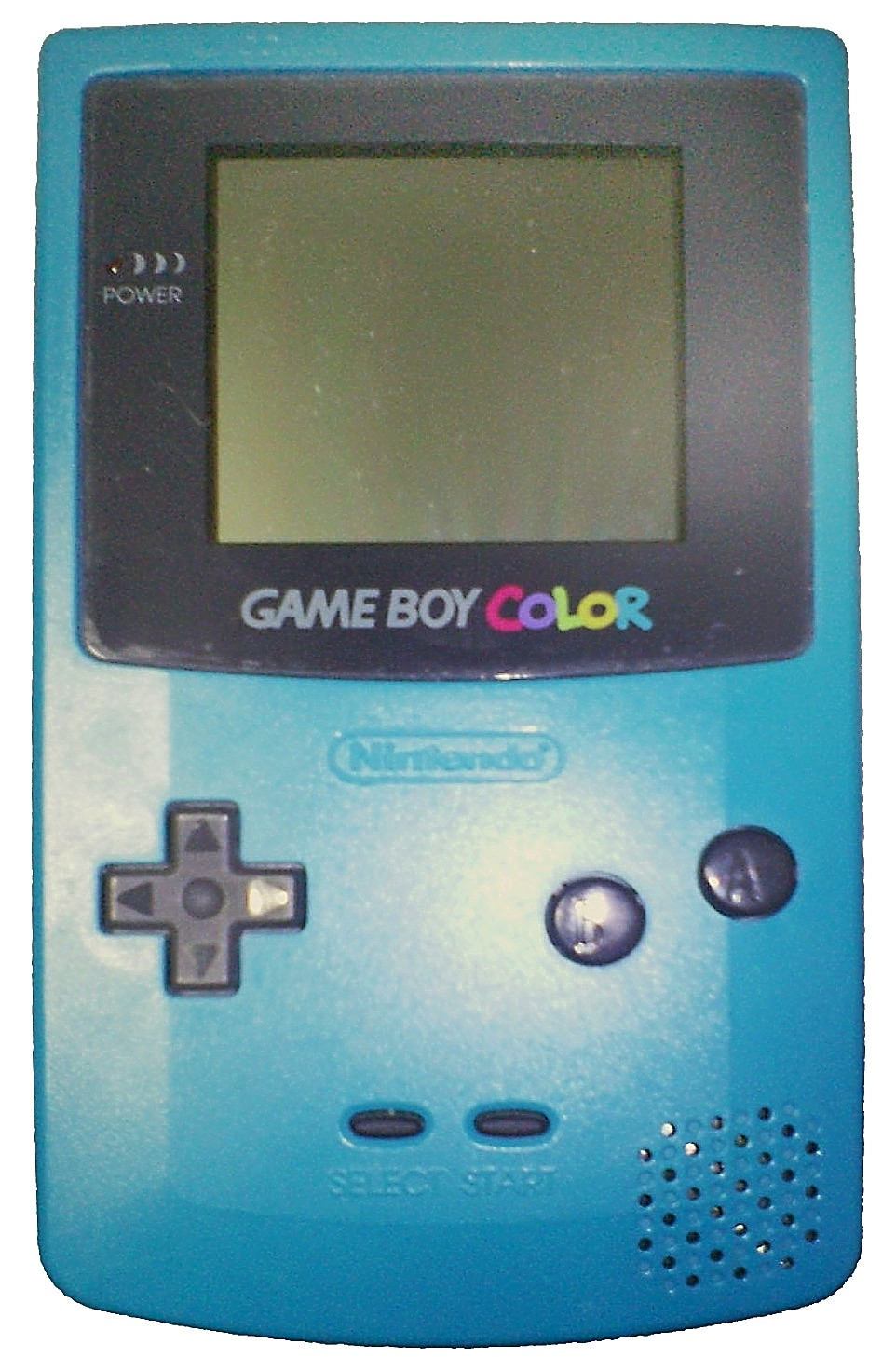
Game Boy Color

Następca Game Boya miał swą premierę w roku 1998 – 21 października roku w Japonii, a w listopadzie w USA. Posiadał kolorowy wyświetlacz i nieco większe rozmiary niż Game Boy Pocket. W urządzeniu zamontowano dwa razy szybszy procesor i dwa razy więcej pamięci. Game Boy Color miał też możliwość komunikacji z innymi egzemplarzami za pośrednictwem portu podczerwieni.
Game Boy Color powstał pod wpływem producentów gier, którzy uważali, że specyfikacja oryginalnego Game Boya nie była wystarczająca. Konsola jest kompatybilna wstecz, czyli można na niej uruchamiać gry z pierwszej wersji urządzenia, dzięki czemu biblioteka dostępnych gier była bardzo szeroka. Podobnie jest z kolejnymi modelami linii Game Boy – każdy następny model jest kompatybilny wstecz ze swoim poprzednikiem.
Do 31 marca 2005 roku łączna sprzedaż konsoli Game Boy i Game Boy Color wyniosła 118,69 milionów egzemplarzy.
Konsola potrafi wyświetlić jednocześnie do 56 kolorów z palety 32,768 i może dodać czterokolorowe cieniowanie do gier z oryginalnego Game Boya.

#### Neo Geo Pocket
Neo Geo Pocket było pierwszą przenośną konsolą wyprodukowaną przez SNK. Na rynku japońskim zadebiutowała pod koniec 1998 roku. Jednak niższe niż przewidywane wyniki sprzedaży zadecydowały o jej wycofaniu z rynku w roku 1999 i natychmiastowym zastąpieniu wersją z kolorowym wyświetlaczem. Konsola dostępna była wyłącznie w Japonii i Honk Kongu.
Pomimo krótkiego okresu życia urządzenie doczekało się kilku ważnych gier, takich jak Samurai Shodown czy King of Fighters R-1. Z nielicznymi wyjątkami, NGP obsługuje również gry z wersji kolorowej.

#### Neo Geo Pocket Color

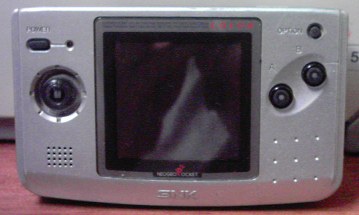
Neo Geo Pocket Color

Neo Geo Pocket Color (NGPC) jest 16-bitową konsolą zaprojektowaną przez SNK – producenta stacjonarnej konsoli Neo Geo i popularnych automatów do gier. Premierę miało 16 marca 1999 roku w Japonii, 6 sierpnia 1999 w USA i pod koniec 1999 roku w Europie.
Po zakupieniu w 2000 roku przedsiębiorstwa SNK przez Aruze, japońskiego producenta gier Pachinko, konsola została wycofana z rynku Europejskiego i Amerykańskiego, najprawdopodobniej z powodu niewielkiej sprzedaży.
Początkowo wszystko wskazywało, że konsola odniesie sukces w USA. Sprzedawała się lepiej niż jakikolwiek inny konkurent Gameboya od czasów Game Gear przedsiębiorstwa Sega, jednak ostateczny sukces został zahamowany przez kilka czynników. Należała do nich niechęć do współpracy SNK z innymi producentami gier a także pojawienie się konsoli Game Boy Advance. Negatywny wpływ na sprzedaż na rynku amerykańskim mogła mieć też decyzja o rezygnacji z twardych plastikowych opakowań, takich jak w wersjach japońskiej i europejskiej, na rzecz tańszych kartonowych pudełek.

#### WonderSwan

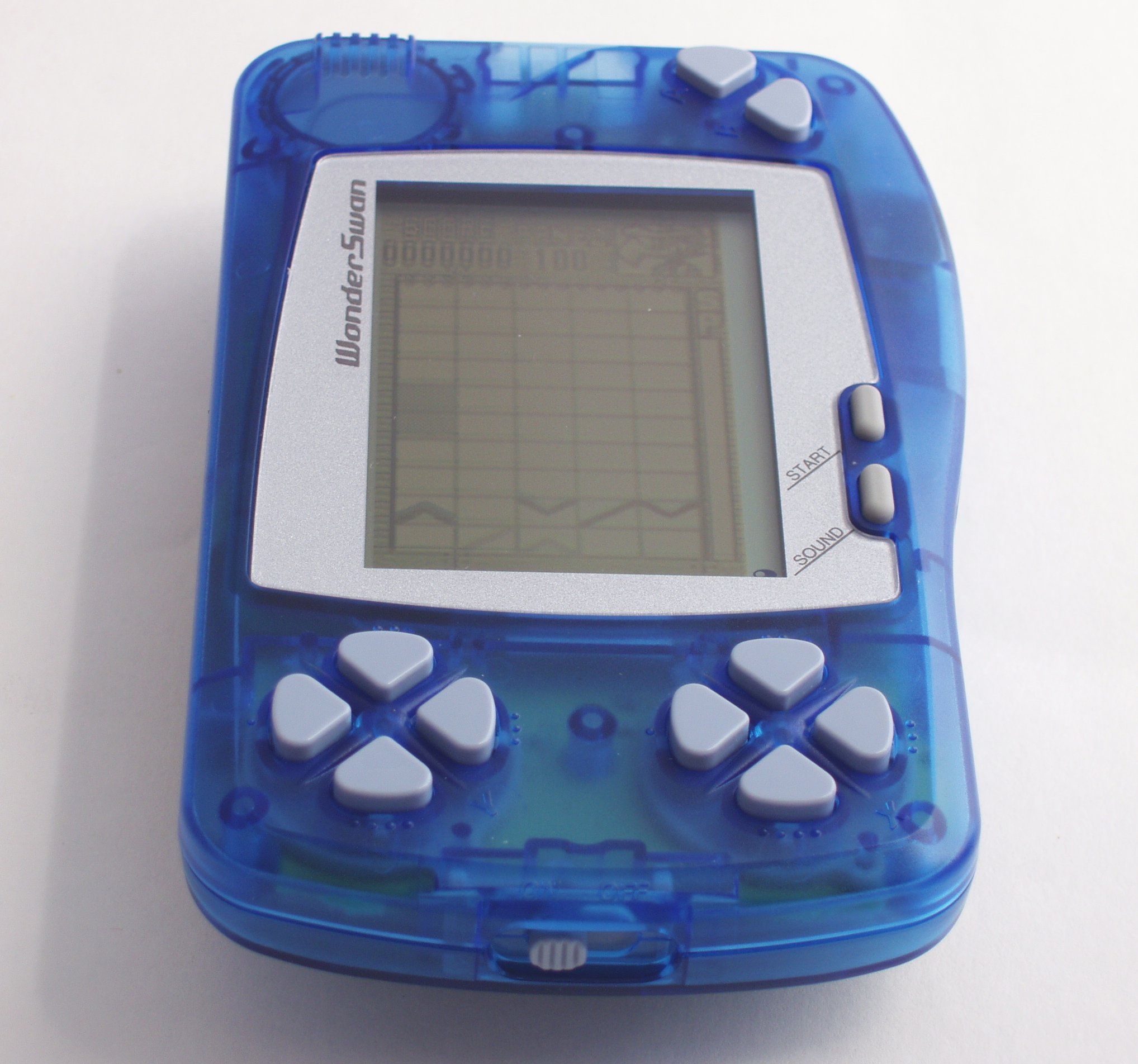
WonderSwan

WonderSwan jest przenośną konsolą przedsiębiorstwa Bandai. Swą premierę miała 4 marca 1999 roku w Japonii. Została zaprojektowana wspólnie przez Koto (przedsiębiorstwo Gunpei Yokoi) i Bandai. WanderSwan miała konkurować z konsolami Neo Geo Pocket Color i liderem rynku – Game Boy Color (pomimo że Gunpei Yokoi był również twórcą pierwszego Game Boya).
WonderSwan została później zastąpiona przez WonderSwan Color. Niektóre gry na wersję Color można uruchomić również na pierwszej wersji, jednak większość działa wyłącznie na edycji z kolorowym wyświetlaczem.
WonderSwan dostępna była w dziesięciu kolorach obudowy, można ją było trzymać zarówno pionowo, jak i poziomo i posiadała całkiem pokaźną bibliotekę gier, do których należały zarówno produkty Bandai jak i innych producentów, m.in. Squaresoft i Capcom. Ponieważ konsola przeznaczona była głównie na rynek japoński, większość gier jest w tym właśnie języku.

#### WonderSwan Color

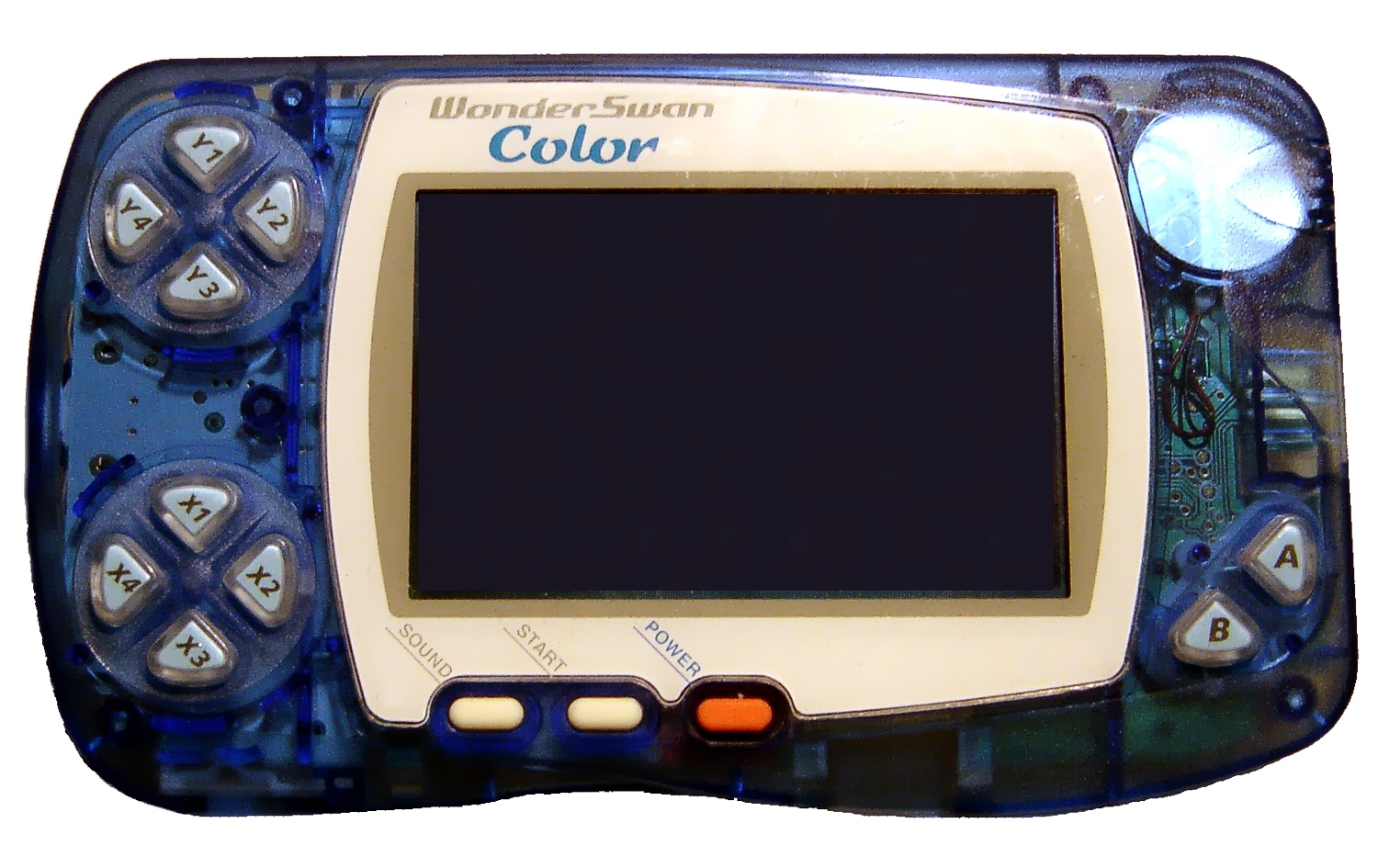
The Wonderswan Color

WonderSwan Color jest następcą konsoli WonderSwan przedsiębiorstwa Bandai. Swoją premierę miała 30 grudnia 2000 roku w Japonii i osiągnęła umiarkowany sukces.
WonderSwan Color była trochę większa i cięższa (odpowiednio o 7mm i 2 gramy) od pierwszej konsoli, posiadała 64KB ram i większy, kolorowy wyświetlacz LCD. Ponadto na WonderSwan Color można było uruchamiać wszystkie gry z poprzedniej konsoli.
Przed premierą WonderSwan Nintendo było praktycznym monopolistą na japońskim rynku przenośnych konsoli gier. Po wypuszczeniu WonderSwan Color Bandai przejęło około 8% rynku, między innymi dzięki niskiej cenie urządzenia (6800 jenów, czyli około 65 dolarów amerykańskich)
Innym powodem sukcesu konsoli na japońskim rynku był fakt, że Bandai udało się nawiązać współpracę z przedsiębiorstwem SquareSoft, dzięki czemu przeportowano gry z serii Final Fantasy z poprawioną grafiką i sterowaniem. Jednak późniejsza popularność Game Boya Advance i „odświeżenie” kontaktów między Nintendo a SquareSoft spowodowały, że WonderSwan Color i jej następca, konsola SwanCrystal, utraciły swą przewagę.

### Pierwsza dekada XXI wieku

#### Game Boy Advance

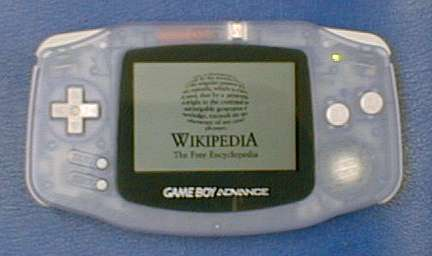
Game Boy Advance był poważnym krokiem naprzód w historii konsoli

W 2001 roku Nintendo wypuściło Game Boy Advance (GBA). Konsola posiadała dwa dodatkowe przyciski, większy ekran i więcej mocy obliczeniowej niż poprzednik, Game Boy Color.
Dwa lata później pojawiła się przeprojektowana, mniejsza wersja urządzenia – Game Boy Advance SP (GBA SP). Urządzenie posiadało zamykaną obudowę, na wzór telefonów z klapką, podświetlany ekran i wbudowane akumulatory. Pomimo mniejszych rozmiarów, wielkość ekranu pozostała taka sama, jak w pierwotnej edycji urządzenia.

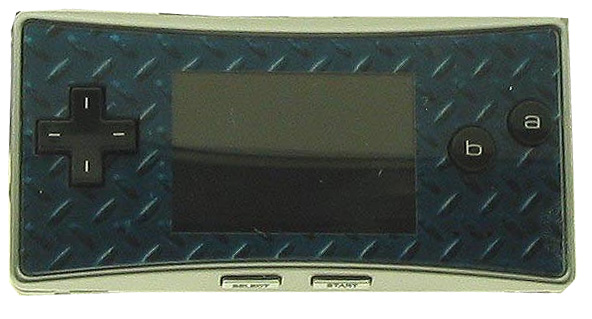
Game Boy Micro

W 2005 roku pojawiła się konsola Game Boy Micro. Uniemożliwiono w niej granie w gry z Game Boya i Game Boya Color, zmniejszono również ekran, ale dzięki temu znacznie zmniejszyły się rozmiary urządzenia, a ekran uzyskał jaśniejsze podświetlenie.
Do GBA wprowadzono system łączności: konsoli można było używać jako pada do GameCube. Z możliwości tych korzystało kilka gier, m.in. Animal Crossing, Pac-Man Vs., Final Fantasy Crystal Chronicles, The Legend of Zelda: Four Swords Adventures, The Legend of Zelda: The Wind Waker, oraz Sonic Adventure 2: Battle.
Do dnia 31 Grudnia 2007, GBA, GBA SP i Game Boy Micro sprzedały się łącznie w liczbie 80,72 miliona egzemplarzy.

#### Game Park 32

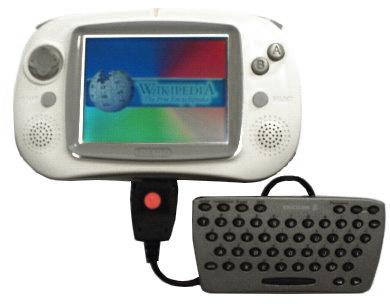
GP32

GP32 zostało wyprodukowane przez południowokoreańskie przedsiębiorstwo Game Park w 2001 roku, kilka miesięcy po premierze Game Boy Advance. Konsola posiadała 32-bitowy procesor o taktowaniu 133Mhz, odtwarzacz plików MP3 i Divx i czytnik książek elektronicznych. Jako nośnik danych zastosowano karty SmartMedia na których można było przechowywać do 128 MB danych ściągniętych przez kabel USB z PC.
W 2003 roku Game Park wypuściło odświeżoną wersję urządzenia. Dodano podświetlenie ekranu, któremu konsola zawdzięczała nową nazwę – GP32 FLU (Front Light Unit). Latem 2004 roku pojawiła się kolejna wersja urządzenia, z ekranem podświetlanym od spodu – GP32 BLU. Ta wersja GP32 miała trafić na rynek europejski, m.in. do Hiszpanii.
Konsola nie odniosła sukcesu (sprzedano jedynie 30 tysięcy egzemplarzy) i zdobyła uznanie głównie wśród programistów i bardziej doświadczonych użytkowników, którym służyła jako platforma do uruchamiania aplikacji pisanych przez użytkowników i jako emulator innych systemów.

#### N-Gage

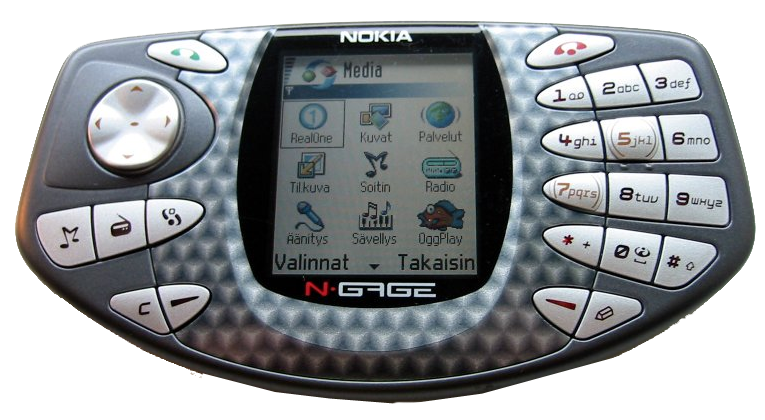
N-Gage

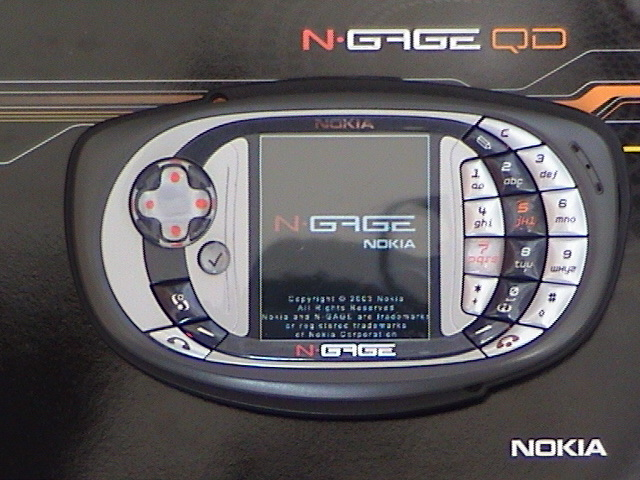
N-Gage QD

Nokia wypuściła N-Gage w roku 2003. Urządzenie zostało zaprojektowane jako połączenie odtwarzacza MP3, telefonu komórkowego, PDA, radia i konsoli do gier. Projekt urządzenia, w tym pionowy układ ekranu i konieczność wyjęcia baterii w celu wymiany kartridży z grami, spotkał się ze sporą krytyką. Do krytykowanych cech należało również rozmieszczenie mikrofonu i głośnika na krawędzi urządzenia, zamiast na jednej z dużych powierzchni, przez co użytkownik zdawał się mówić do tacos.
Odpowiedzią na te zastrzeżenia była N-Gage QD. Jednak w tej wersji usunięto niektóre z funkcji pierwszej wersji konsoli, m.in. możliwość odtwarzania MP3, radio i połączenie USB.
3 kwietnia 2008 roku uruchomiono N-Gage 2.0 – platformę programową, którą można było zainstalować na wybranych smartfonach Nokii.

#### Tapwave Zodiac
W 2004 roku przedsiębiorstwo Tapwave wprowadziło na rynek konsolę Zodiac. Było to połączenie konsoli do gier i PDA. Urządzenie umożliwiało oglądanie zdjęć, filmów, słuchanie muzyki, przeglądanie Internetu i dokumentów. Zodiac wykorzystywał specjalną wersję systemu Palm OS 5 – 5.2T, która umożliwiała obsługę klawiszy do gier i układu graficznego. W sprzedaży dostępne były dwie edycje urządzenia – Zodiac 1 i Zodiac 2, różniące się dostępną pamięcią i wyglądem. Produkcji konsoli zaprzestano w lipcu 2005, gdy przedsiębiorstwo Tapwave ogłosiło bankructwo.

#### Nintendo DS

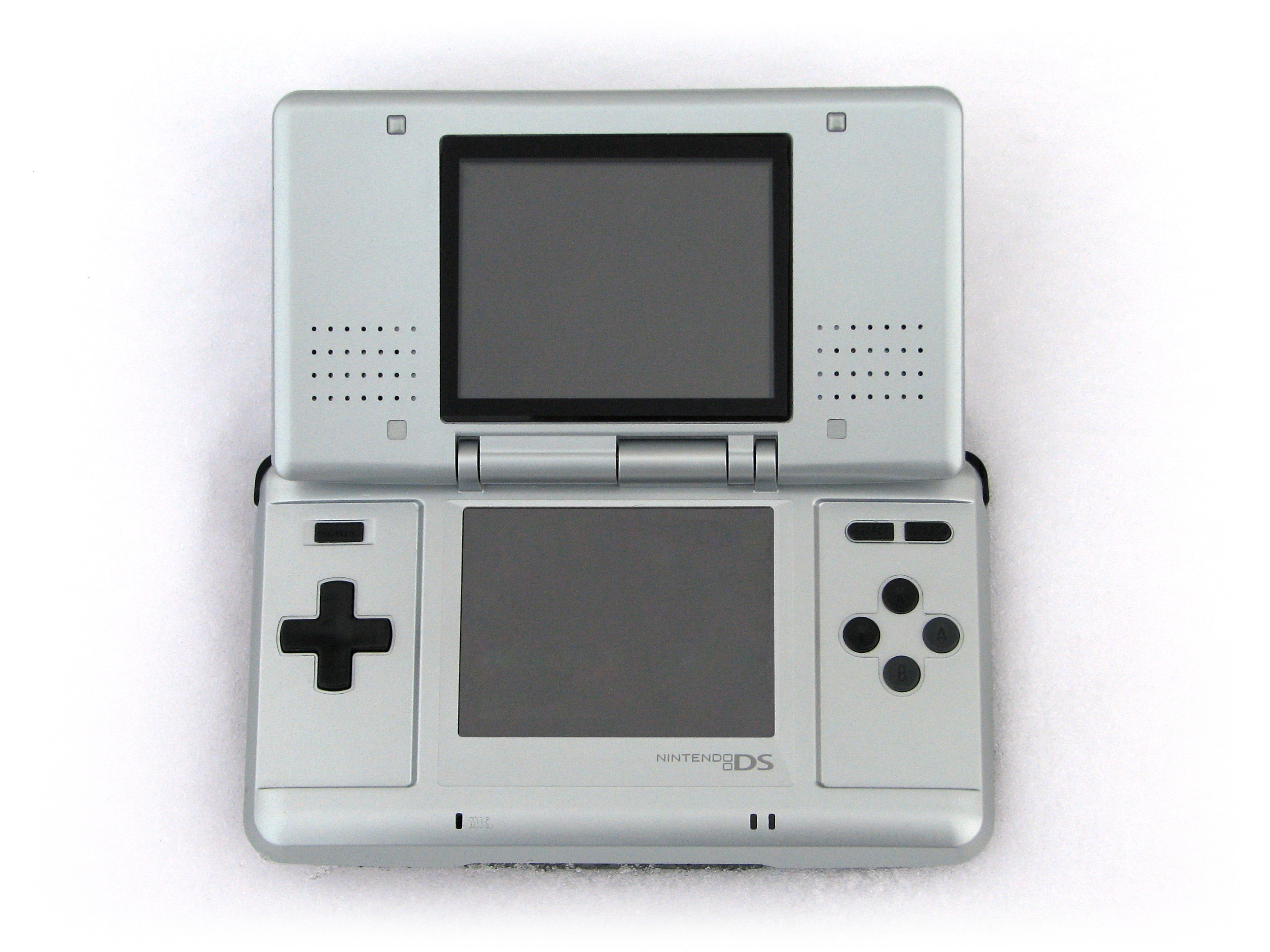
Nintendo DS ma dwa ekrany (dolny jest ekranem dotykowym), mikrofon i łączność Wi-Fi.

Nintendo DS miało premierę w listopadzie 2004 roku. Pośród nowych cech wyróżnić można wbudowanie dwóch ekranów, z czego jeden jest ekranem dotykowym, łączność bezprzewodową i wejście mikrofonu. Podobnie jak Game Boy Advance SP, DS posiada zamykaną obudowę, a ekrany znajdują się jeden nad drugim, każdy na osobnej klapce.
Dolny ekran konsoli reaguje na dotyk. Można go obsługiwać palcem, stylusem, lub specjalnym plastikowym thumb padem, który można przyczepić do kciuka i zastąpić nim analogowy Dżojstik. Urządzenie posiada również tradycyjne klawisze – cztery funkcyjne obok ekranu dotykowego, dwa dodatkowe na krawędzi, D-Pad oraz klawisze Start i Select. Konsola ma również możliwość gry wieloosobowej (maksymalnie 16 graczy)dzięki systemowi Nintendo Wi-Fi. Konsola umożliwia uruchomienie wszystkich gier z Game Boya Advance, nie jest jednak kompatybilna z grami na pierwsze wersje Game Boya.
W styczniu 2006 roku Nintendo zaprezentowało odświeżoną wersję DS: Nintendo DS Lite (premiera odbyła się 2 marca 2006 roku w Japonii). Urządzenie zamknięto w lepiej zaprojektowanej, zmnieszonej obudowie (42% mniejszej i 21% lżejszej), poprawiono w nim czas pracy na bateriach i zamontowano w nim jaśniejszy, lepszej jakości wyświetlacz, z regulowaną jasnością. Urządzenie można również bezprzewodowo połączyć z konsolą Wii.
W październiku 2008 Nintendo zapowiedziało Nintendo DSi z większymi, 3,25-calowymi wyświetlaczami i dwoma zintegrowanymi kamerami. Urządzenie posiada slot na kartę SD w miejsce slotu Game Boy Advance i dodatkową pamięć wewnętrzną flash służące do przechowywania ściągniętych z internetu gier. Urządzenie miało premierę 1 listopada 2008 w Japonii, 3 Kwietnia w Europie a 5 kwietnia 2009 w Ameryce Północnej.
Do 31 grudnia 2009 roku na całym świecie sprzedano 125m13 miliona egzemplarzy wszystkich wersji DS.

#### Game King

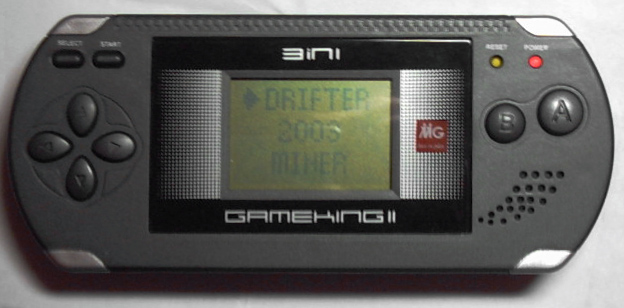
The Gameking 2

Gameking powstała w 2004 roku i została wyprodukowana przez chińskie przedsiębiorstwo TimeTop. Pierwszy model był bardzo podobny z wyglądu do Game Boy Advance. Druga wersja, Gameking 2, była z kolei wzrowana na Playstation Portable przedsiębiorstwa Sony. Oprócz zmienionego wyglądu do Gameking 2 dodano podświetlenie ekranu. Wersja z kolorowym ekranem, Gameking 3, weszła wprawdzie do sprzedaży, ale produkowano ją bardzo krótko i była bardzo trudno dostępna poza Azją. Nie wiadomo, czy było to celowe, czy nie, ale Gameking dysponował najbardziej prymitywną grafiką spośród wszystkich konsol przenośnych od lat 80.
Jako że wiele spośród gier na tę konsolę oferowała staromodną prostotę, urządzenie dorobiło się garstki „wyznawców”. Nie jest jasne, czy Gameking 3 jest w stanie wyświetlać bardziej zaawansowaną grafikę. Głośnik konsoli jest dosyć głośny, a ścieżki dźwiękowe były stosunkowo złożone, co niezbyt pasowało do jej prymitywnej grafiki.

#### PlayStation Portable

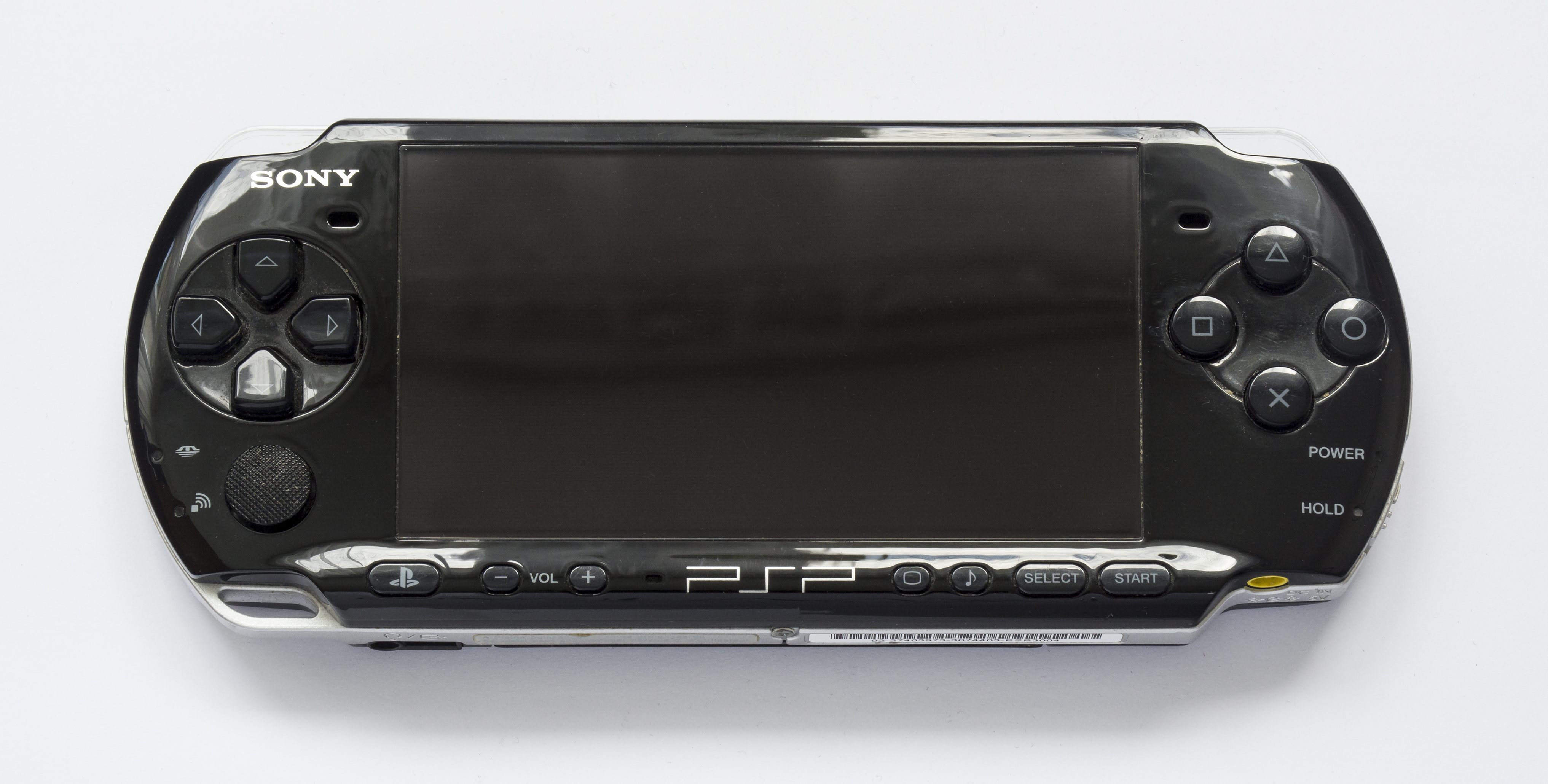
PSP-3004

PlayStation Portable (oficjalny akronim to PSP)
jest przenośną konsolą wyprodukowaną i reklamowaną przez Sony Computer Entertainment.
Prace nad konsolą zostały po raz pierwszy ujawnione w czasie targów E3 w 2003 roku,
a 11 maja 2004 roku oficjalnie ogłoszone na konferencji prasowej zorganizowanej przez Sony tuż przed targami E3
Urządzenie miało swą premierę 12 grudnia 2004 w Japonii
24 marca 2005 w Ameryce Północnej, a 1 września 2005 w regionie PAL.
PSP jest pierwszą przenośną konsolą gier wideo korzystającą z optycznego nośnika danych – Universal Media Disc (UMD).
Do innych ciekawych cech konsoli należą: spory wyświetlacz,
możliwości multimedialne,
oraz możliwość połączenia jej z konsolą PlayStation 3, innymi PSP oraz Internetem.

#### Gizmondo

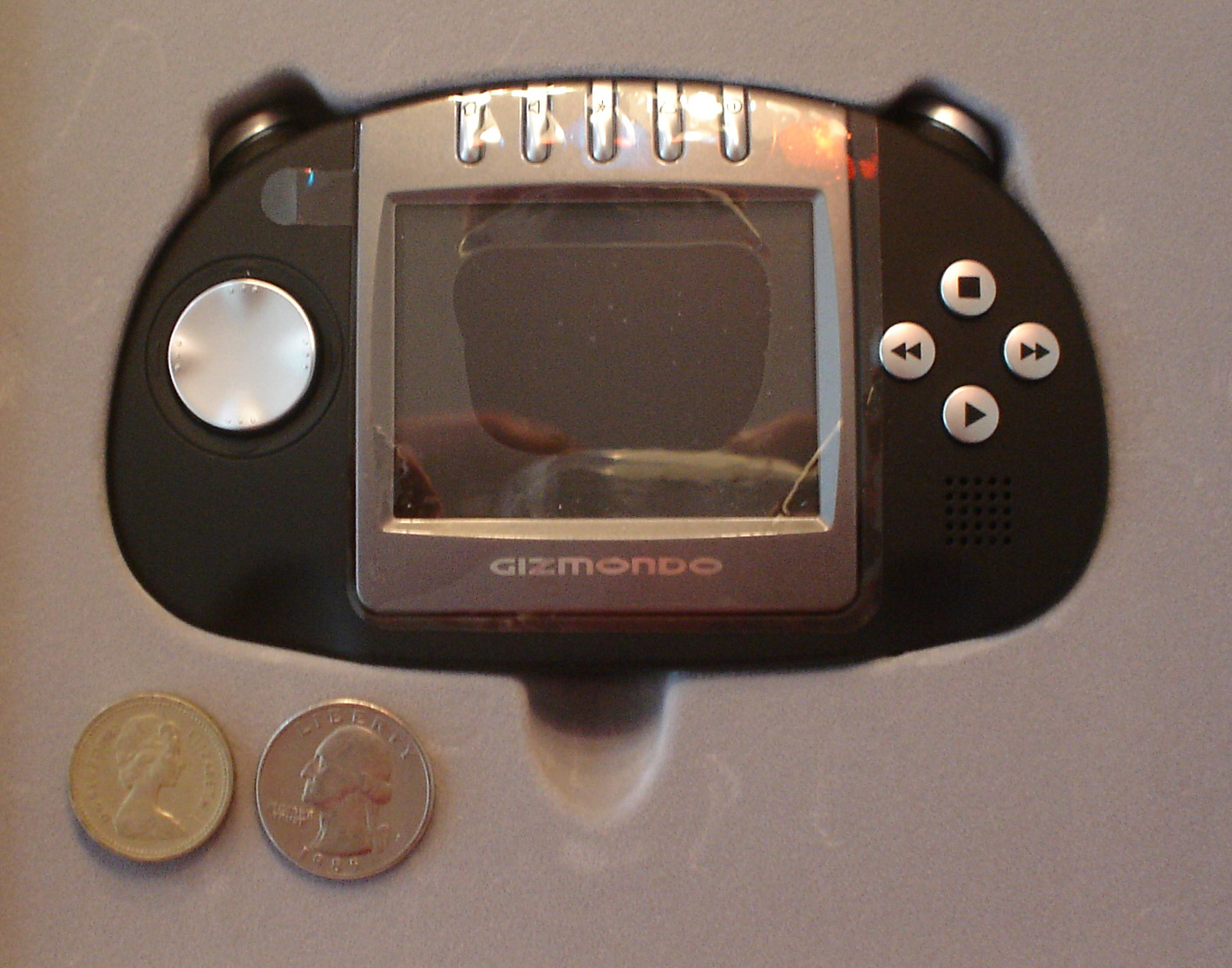
The Gizmondo

Gizmondo przedsiębiorstwa Tiger Telematics pojawiło się w marcu 2005 roku w Wielkiej Brytanii, a w USA październiku tego roku. Urządzenie ma możliwość odtwarzania muzyki i filmów, posiada aparat fotograficzny i odbiornik GPS. Urządzenie może się również łączyć z internetem, a także wysyłaś wiadomości SMS i MMS. Producent zapowiedział też możliwość wysyłania emaili, ale funkcja ta nie została wprowadzona. Na początku roku 2006 wraz z upadkiem Tiger Telematics, zaprzestano produkcji urządzenia.

#### Game Park Holdings GP2X

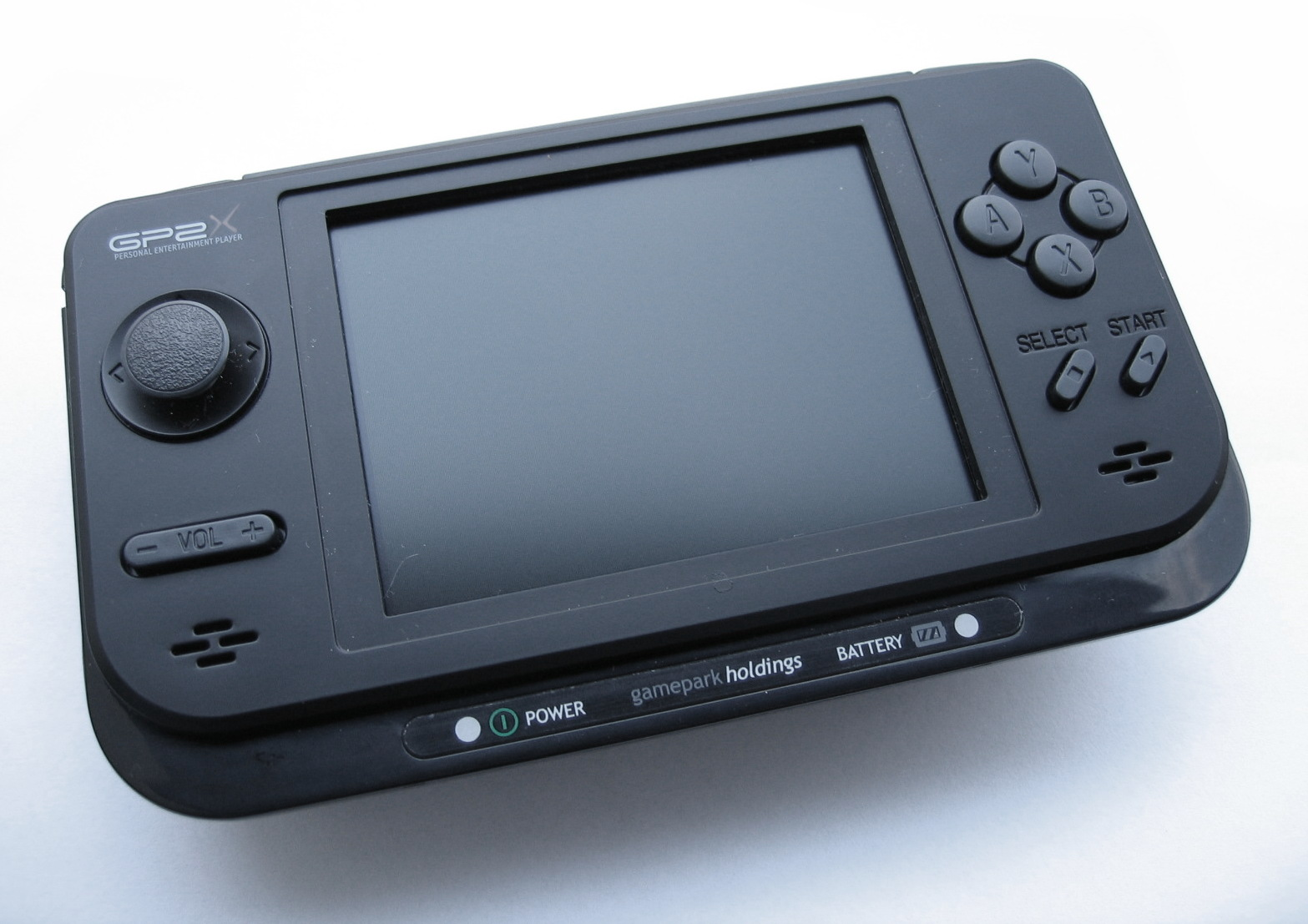
The Game Park Holdings GP2X F-100

GP2X jest konsolą do gier i odtwarzaczem plików multimedialnych opartym na oprogramowaniu open-source, również na Linuksie. Urządzenie wyprodukowała południowokoreańskie przedsiębiorstwo GamePark Holdings. Urządzenie umożliwia uruchamianie amatorskich gier. Było często wykorzystywane do uruchamiania emulatorów innych urządzeń, m.in. Neo Geo, Sega Genesis, Sega Master System, Sega Game Gear, Amstrad CPC, Commodore 64, NES, TurboGrafx-16, MAME i innych.
30 listopada 2007 roku wypuszczono nową wersję, F200, z dotykowym wyświetlaczem i kilkoma innymi usprawnieniami.

#### Dingoo

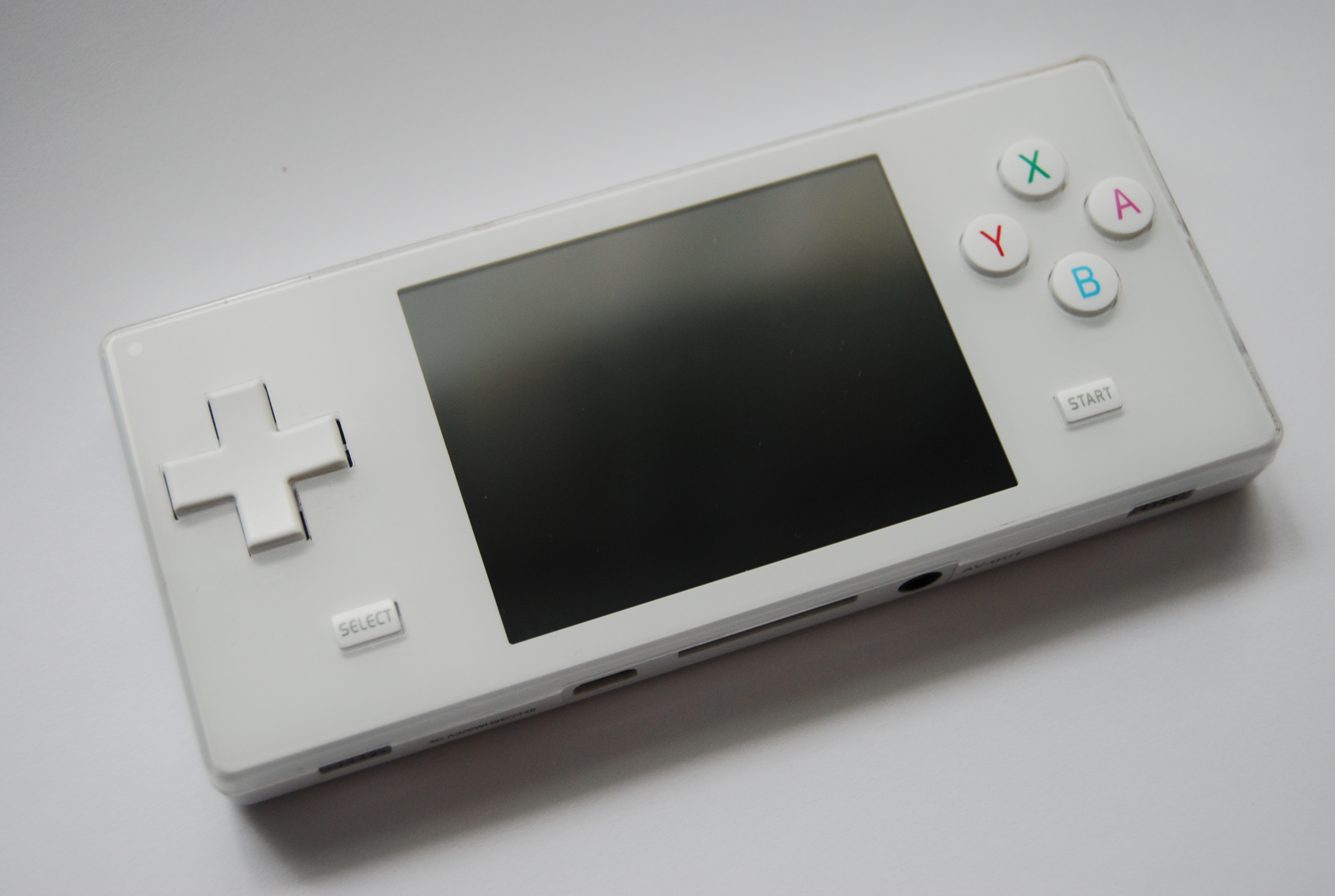
The Dingoo A320

Dingo A320 jest bardzo małych rozmiarów konsolą umożliwiającą uruchamianie gier open source. Urządzenie umożliwia odtwarzanie muzyki i plików wideo, słuchanie radia (z możliwością nagrywania audycji), uruchamianie emulatorów (8- i 16-bitowych). Obecnie występują dwie wersje kolorystyczne urządzenia – biała i czarna, ale producent ogłosił, że pojawi się również wersja różowa.

#### Apple iPhone / iPod Touch

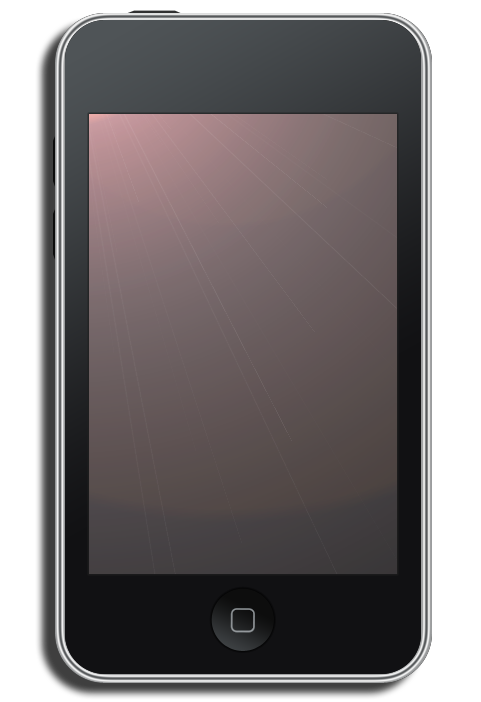
iPod touch

W 2008 roku Apple opublikowało SDK, dzięki któremu użytkownicy i przedsiębiorstwa zajmujące się produkcją gier mogli tworzyć oprogramowanie na iPoda Touch i iPhona. Przy sprzedanych 50 milionach egzemplarzy urządzeń i ponad 20 tysiącach gier, które można znaleźć na Apple App Store, iPhone i iPod stały się konsolami do gier. Na platformie zaczęły się pojawiać najpopularniejsze serie gier, m.in. Final Fantasy, Street Fighter, Need for Speed i inne.
Jedynym wejściem danych urządzenia jest jego dotykowy, pojemnościowy wyświetlacz o rozdzielczości 320x480 pikseli. Pierwotna wersja iPoda Touch nie posiadała głośnika, ale obecnie wszystkie wersje iPhonów i iPodów Touch posiadają zarówno głośnik, jak i wyjście słuchawkowe. iPhone posiada również wbudowany mikrofon, a niektóre gry korzystają z cyfrowego kompasu występującego jedynie w iPhone 3GS.

#### Zune HD
Zune HD jest przenośnym odtwarzaczem plików multimedialnych, ale podobnie jak iPhone i iPod Touch przedsiębiorstwa Apple, umożliwia uruchamianie gier. Swoją premierę miał 15 września 2009 roku i występuje w dwóch wersjach – z 16 GB i 32 GB pamięci wewnętrznej. Urządzenie korzysta z dotykowego wyświetlacza i akcelerometru, które mogą służyć do sterowania grami.
Urządzenie posiada procesor Nvidia Tegra APX 2600. Do gier dostępnych na konsolę należą Project Gotham Racing: Ferrari Edition, Vans Sk8: Pool Service, Checkers, Sudoku, Space Battle 2, Lucky Lanes Bowling, Goo Splat, Chess, Shell Game... of the Future, Hexic and Audiosurf(TM) Tilt. Na konsoli dostępne są również gry napisane przez niezależnych deweloperów.

#### Smartfony i tablety
Pod koniec pierwszej dekady XXI wieku deweloperzy coraz śmielej zaczęli rozwijać gry przeznaczone na urządzenia dotykowe jakimi są smartfony i tablety. Dziś konsumenci znajdą wiele produkcji tylko na ten rodzaj konsol. Prym wiodą urządzenia wyposażone w system Android oraz IOS. Dodatkowo biorąc pod uwagę, że niemal każdy sprzedawany dziś telefon komórkowy posiada gry, bądź możliwość ich zainstalowania, a sprzedaż telefonów jest zdecydowanie większa niż klasycznych konsol przenośnych, telefon komórkowy należy uznać za najczęściej kupowaną przenośną konsolę do gier.

## Najważniejsze parametry konsoli
- GameBoy
  - Procesor – Sharp LR35902 (8 bit)
  - RAM – 8 kB + 8 kB na potrzeby grafiki
  - Dźwięk – 4-bitowe PCM, stereo
  - Wyświetlacz – Monochromatyczny, 160x144
- Atari Lynx
  - Procesor – MOS 65SC02 4Mhz (8 bit, 16-bitowa przestrzeń adresowa); 16-bitowy procesor graficzny Suzy
  - RAM – 64kB
  - Dźwięk – 4 kanały (w Lynx II) po 8 bitów
  - Wyświetlacz – kolorowy, 3,5", 160x102